# Gioseffo Zarlino
Gioseffo Zarlino — né le 31 janvier ou le 22 mars 1517, mort le 4 février 1590 — est un compositeur italien de la Renaissance et, surtout, un théoricien de la musique, un des plus importants depuis Aristoxène et jusqu'à Rameau. Sa contribution théorique est notoire en ce qui concerne le contrepoint et l'accord des instruments.

## Sa vie
Gioseffo Zarlino est né à Chioggia, non loin de Venise. Il fut éduqué chez les franciscains et, plus tard, rejoint cet ordre. En 1536, il était chanteur (chantre-choriste) à l'église de Chioggia, dont, en 1539, il devint non seulement le doyen[réf. nécessaire] mais aussi l'organiste principal. En 1540, il fut ordonné prêtre et se rendit à Venise pour étudier auprès du savant contrapuntiste flamand Adrien Willaert, alors maître de chapelle de la basilique Saint-Marc.
Il fut lui-même nommé à ce poste à la suite de Cyprien de Rore en 1565. C'était une des positions les plus prestigieuses de toute l'Italie pour un musicien, et il conserva cette charge jusqu'à sa mort. Pendant cette dernière période, il eut pour élèves les principaux compositeurs de l'école vénitienne, entre autres : Claudio Merulo, Girolamo Diruta, Lodovico Zacconi et Giovanni Croce, ainsi que Vincenzo Galilei, le père du savant astronome et physicien Galilée, ainsi que le polémiste Giovanni Artusi.

## Son œuvre et son influence

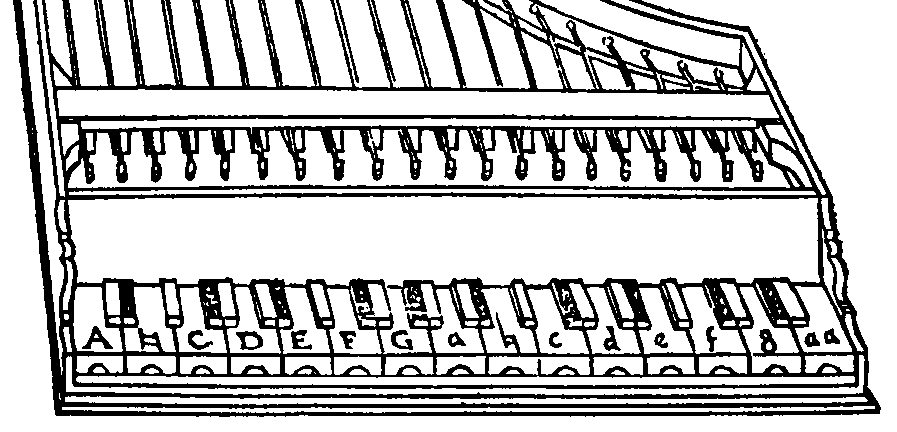
Illustration de Le istitutioni harmoniche, un clavier avec 19 touches par octave.

Le nombre de ses compositions musicales est modeste. Ses motets sont de bonne facture et prouvent sa maîtrise du contrepoint. Cependant son nom reste attaché avant tout à ses études théoriques. Il a préconisé la division de l'octave en douze intervalles et, bien que Pietro Aaron ait probablement été le premier à décrire une forme de tempérament mésotonique, c'est Zarlino qui paraît avoir été le premier à le faire de façon précise, expliquant le détail d'un tempérament aux 2/7 de comma dans son ouvrage de 1558, Le istitutioni harmoniche. Dans un autre ouvrage de 1571, intitulé Dimostrationi  harmoniche, il examine les différents modes et recommande le mode de do, aussi appelé mode majeur (mode ionien) ; on se rapproche ainsi du système harmonique et mélodique fondé sur la tonalité, qui va privilégier les modes majeur et mineur au détriment des anciens modes.
Zarlino fut le premier à reconnaître l'importance de la tierce majeure comme intervalle fondateur de l'harmonie. La juste intonation qu'il conceptualise (voir plus bas) est induite par les imperfections constatées dans l'accord pythagoricien et le souhait d'avoir le maximum d'intervalles sonnant juste dans un système à douze intervalles par octave (les 12 demi-tons). Il fut également le premier à essayer d'expliquer la règle traditionnelle qui interdisait les quintes et octaves parallèles dans la conduite du contrepoint ainsi que le premier à étudier les effets et conséquences harmoniques des fausses relations.
« Zarlino fut le type même de l'humaniste vénitien ». Ses traités « lui valurent la réputation de plus grand théoricien de la Renaissance et sont parmi les premiers à établir les fondements du système diatonique tonal et des proportions arithmétiques ». Les écrits de Zarlino furent diffusés dans toute l'Europe à la fin du XVIe siècle. Les traductions et éditions commentées furent nombreuses en France, en Allemagne, aux Pays-Bas : elles y furent lues et étudiées par les élèves du maître Sweelinck, ceux-là mêmes qui représenteraient la première manière du baroque.